# Rzeka Świętego Wawrzyńca
Rzeka Świętego Wawrzyńca (fr. Fleuve Saint-Laurent, ang. Saint Lawrence River) − duża rzeka w Ameryce Północnej. Wypływa z jeziora Ontario, płynie przez Nizinę Laurentyńską, a uchodzi w formie bardzo długiego i szerokiego estuarium do Zatoki Świętego Wawrzyńca (Ocean Atlantycki). Stanowi główny odpływ wodny z Wielkich Jezior. Powierzchnia dorzecza to 1,5 mln km². Długość Rzeki Św. Wawrzyńca od wypływu z jeziora Ontario wynosi 1197 km. Licząc od najbardziej oddalonego punktu dorzecza, jej długość wynosi 3058 km. Większe dopływy to: Richelieu, Ottawa, Saguenay.
Jest ważną rzeką południowo-wschodniej Kanady (prowincje Ontario oraz Quebec); w górnym biegu wyznacza granicę pomiędzy Kanadą a Stanami Zjednoczonymi (stan Nowy Jork). Większe miasta nad Rzeką Św. Wawrzyńca to: Kingston, Montreal, Laval, Trois-Rivières, Quebec i Lévis.
Jest częścią Drogi Wodnej Świętego Wawrzyńca pozwalającej na żeglugę pomiędzy Oceanem Atlantyckim a Wielkimi Jeziorami. Rzeka Świętego Wawrzyńca jest w znacznym stopniu zagospodarowana, wybudowano na niej wiele śluz, zapór i elektrowni wodnych.
U ujścia rzeki znajduje się latarnia Prince Shoal.

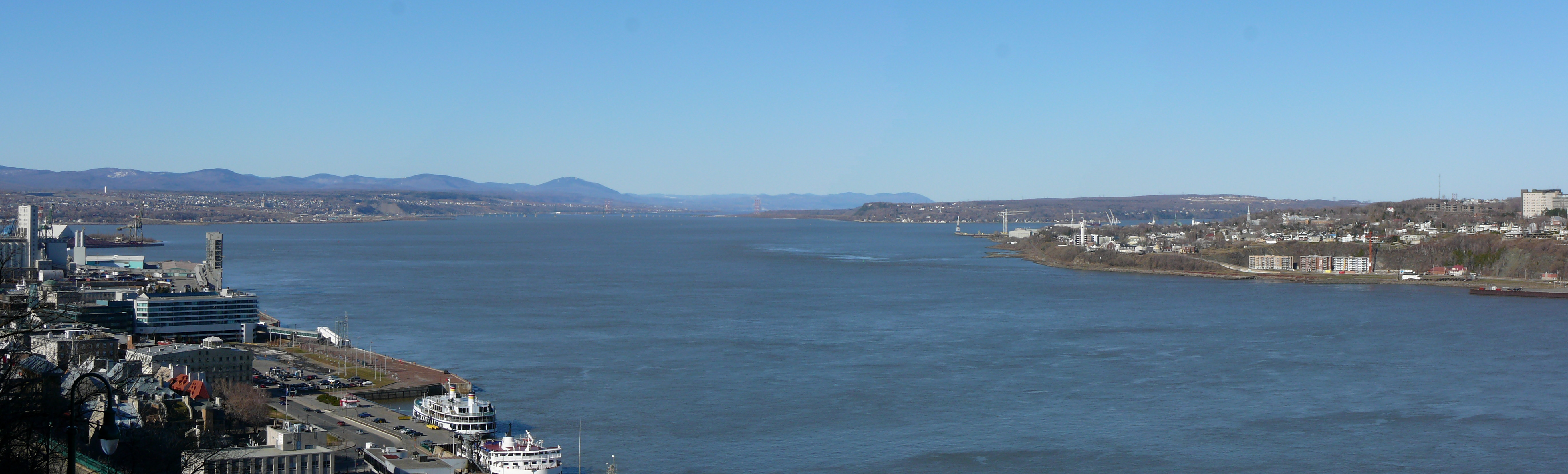
Rzeka Świętego Wawrzyńca pomiędzy Quebec (po lewej) oraz Lévis (po prawej)